# Penobscot (Maine)
Penobscot ist eine Stadt im Hancock County des Bundesstaates Maine in den Vereinigten Staaten. Im Jahr 2020 lebten dort 1136 Einwohner in 843 Haushalten auf einer Fläche von 120,56 km².

## Geografie
Nach dem United States Census Bureau hat Penobscot eine Gesamtfläche von 120,56 km², von denen 103,26 km² Land sind und 17,30 km² aus Gewässern bestehen.

### Geografische Lage
Penobscot liegt an der Mündung des Penobscot River in der Penobscot Bay am Atlantischen Ozean, im Südwesten des Hancock Countys. Im Norden grenzt der Today Pond an und im Süden der Bagaduce River. Auf dem Gebiet der Town liegen der Wight Pond im Osten und zentral der Pierce Pond. Die Oberfläche ist eben, ohne nennenswerte Erhebungen.

### Nachbargemeinden
Alle Entfernungen sind als Luftlinien zwischen den offiziellen Koordinaten der Orte aus der Volkszählung 2010 angegeben.
- Norden: Orland, 5,5 km
- Nordosten: Surry, 22,9 km
- Südosten: Blue Hill, 19,5 km
- Süden: Brooksville, 8,1 km
- Südwesten: Castine, 12,4 km
- Westen: Stockton Springs, Waldo County, 14,9 km
- Nordwesten: Verona Island, 8,6 km

### Stadtgliederung
In Penobscot gibt es mehrere Viertel: Marks Corner, North Penobscot, Penobscot, Penobscot Center, South Penobscot und West Penobscot.

### Klima
Die mittlere Durchschnittstemperatur in Penobscot liegt zwischen −6,1 °C (21° Fahrenheit) im Januar und 20,6 °C (69° Fahrenheit) im Juli. Damit ist der Ort gegenüber dem langjährigen Mittel der USA um etwa 6 Grad kühler. Die Schneefälle zwischen Oktober und Mai liegen mit bis zu zweieinhalb Metern mehr als doppelt so hoch wie die mittlere Schneehöhe in den USA; die tägliche Sonnenscheindauer liegt am unteren Rand des Wertespektrums der USA.

## Geschichte
Penobscot gehörte zum Bezirk der Siedlung Pentagoet, einer der ersten Siedlungen auf dem Gebiet von Nordamerika. Der Name stammt vom indianischen „Penobskeag“, auch „Penopeauke“, welches „felsiger Ort“ bedeutet. Ursprünglich gehörten zu diesem Gebiet auch die Gebiete der Städte Castine und Brooksville. Es wurde als Township No. 3 East of Penobscot River, Livermore Survey (T3 EPR LS) oder  Township No. 3 West of Union River bezeichnet. Weitere Namen waren Majorbigwaduce, Magorbigwaduce, Magabagwaduce und Maja Bagadoose.
Den ersten Grant für das Gebiet bekamen David Marsh und weitere, vermessen wurde es von John Peters. Erste Siedler waren die Schotten Duncan und Findley Malcolm sowie Daniel und Neil Brown. Der erste permanente weiße Siedler war Charles Hutebings, der sich auf dem Gebiet im Jahr 1765 niederließ.
Penobscot wurde 1787 als Town unter dem Namen Penobscot organisiert. Castine wurde 1796 und Brooksville 1817 ausgegliedert. Weiteres Land wurde 1817, 1839 und 1927 an Castine und 1843 an die Town Surry abgetreten. 1845 wurden Teile von Surry und Blue Hill zum Gebiet dazugenommen und im Jahr 1857 Teile der Town Sedgwick.

### Einwohnerentwicklung
| Volkszählungsergebnisse – Town of Penobscot, Maine | Volkszählungsergebnisse – Town of Penobscot, Maine | Volkszählungsergebnisse – Town of Penobscot, Maine | Volkszählungsergebnisse – Town of Penobscot, Maine | Volkszählungsergebnisse – Town of Penobscot, Maine | Volkszählungsergebnisse – Town of Penobscot, Maine | Volkszählungsergebnisse – Town of Penobscot, Maine | Volkszählungsergebnisse – Town of Penobscot, Maine | Volkszählungsergebnisse – Town of Penobscot, Maine | Volkszählungsergebnisse – Town of Penobscot, Maine | Volkszählungsergebnisse – Town of Penobscot, Maine |
| Jahr                                               | 1700                                               | 1710                                               | 1720                                               | 1730                                               | 1740                                               | 1750                                               | 1760                                               | 1770                                               | 1780                                               | 1790                                               |
| -------------------------------------------------- | -------------------------------------------------- | -------------------------------------------------- | -------------------------------------------------- | -------------------------------------------------- | -------------------------------------------------- | -------------------------------------------------- | -------------------------------------------------- | -------------------------------------------------- | -------------------------------------------------- | -------------------------------------------------- |
| Einwohner                                          |                                                    |                                                    |                                                    |                                                    |                                                    |                                                    |                                                    |                                                    |                                                    | 1048                                               |
| Jahr                                               | 1800                                               | 1810                                               | 1820                                               | 1830                                               | 1840                                               | 1850                                               | 1860                                               | 1870                                               | 1880                                               | 1890                                               |
| Einwohner                                          | 935                                                | 1302                                               | 1009                                               | 1271                                               | 1474                                               | 1556                                               | 1557                                               | 1418                                               | 1341                                               | 1313                                               |
| Jahr                                               | 1900                                               | 1910                                               | 1920                                               | 1930                                               | 1940                                               | 1950                                               | 1960                                               | 1970                                               | 1980                                               | 1990                                               |
| Einwohner                                          | 1156                                               | 985                                                | 870                                                | 708                                                | 680                                                | 699                                                | 706                                                | 786                                                | 1104                                               | 1131                                               |
| Jahr                                               | 2000                                               | 2010                                               | 2020                                               | 2030                                               | 2040                                               | 2050                                               | 2060                                               | 2070                                               | 2080                                               | 2090                                               |
| Einwohner                                          | 1344                                               | 1263                                               | 1136                                               |                                                    |                                                    |                                                    |                                                    |                                                    |                                                    |                                                    |

## Wirtschaft und Infrastruktur

### Verkehr
In westöstlicher Richtung verlaufen die Maine Staate Route 175 und die 177 durch Penobscot, die 15, 199 und 166 verlaufen in nordsüdlicher Richtung.

### Öffentliche Einrichtungen
Es gibt keine medizinischen Einrichtungen und Krankenhäuser in Penobscot. Die nächstgelegenen befinden sich in Belfast und Ellsworth.
In Penobscot gibt es keine Bücherei. Die nächstgelegenen befinden sich in Brooksville, Bucksport und Bangor.

### Bildung
Penobscot gehört mit Blue Hill, Brooksville, Castine und Surry zur School Union 93. In Penobscot ist für die Schulbildung das Penobscot School Department zuständig.
In Penobscot befindet sich die Penobscot Community School mit Klassen von Pre-Kindergarten bis zum 8. Schuljahr. Middle- und High School werden durch die School Union angeboten.

## Persönlichkeiten

### Söhne und Töchter der Stadt
- George W. Emery (1830–1909), Politiker und Gouverneur des Utah-Territoriums
- Roy L. Wardwell (1874–1949), Politiker und Maine State Auditor
- Yvonne Rogers (* 1999/2000), Jazz- und Improvisationsmusikerin